# Sonsee
Sonsee o Suavé o Sonny Seeza, pseudonimo di Tyrone Taylor (New York, 13 novembre 1970), è un rapper statunitense.
È noto per far parte del gruppo hardcore Onyx; da solista ha pubblicato un solo album nel 2009 ovvero Tytanium.

## Discografia
- 2009 – Tytanium